# 오스카르 포티오레크
오스카르 포티오레크(Oskar Potiorek, 1853년 ~ 1933년)는 오스트리아-헝가리 제국 육군 및 오스트리아 공화국의 육군대장이었다. 보스니아 헤르체고비나 총독이었으며, 제1차 세계대전 때 세르비아를 침공하였으나(결정적으로 오스트리아-헝가리 제국 육군의 패인 중 하나인 콜루바라 전투 때문), 오히려 패배하여 총독에서 물러났다.
그는 사라예보 사건 당시 프란츠 페르디난트 황태자와 소피 황태자비와 같은 차를 타고 있었는데, 세르비아의 청년(가브릴로 프린치프)에 의해서 운전사는 부상을 입었고, 황태자와 황태자비는 목숨을 잃었으며, 그는 살아남았다. 사건 직후 그는 황태자 일행의 안전을 책임지지 못했다는 사실에 괴로워하였다. 이후 세르비아와의 전쟁에 뛰어들었으나, 체르 전투와 콜루바라 전투에서 패배하여 보스니아 총독에서 물러났다.
| 전임 마리얀 바레샤닌 | 오스트리아-헝가리령 보스니아 헤르체고비나 총독 1911 ~ 1914 | 후임 스체판 사르코티치 |